# Tokio Hotel
I Tokio Hotel sono un gruppo pop rock tedesco, formatosi a Magdeburgo nel 2001 e costituito da quattro ragazzi tedeschi: i gemelli Tom e Bill Kaulitz, Georg Listing e Gustav Schäfer. La band vanta oltre 10 milioni di copie di dischi vendute nel mondo.

## Storia

### Gli inizi
Nel 2001 durante un concorso musicale al Gröniger Bad di Magdeburgo i gemelli Kaulitz, che vi partecipavano, conobbero Gustav Schäfer. Gustav presentò loro Georg Listing che conosceva dalla scuola di musica che frequentavano insieme. I quattro formarono un gruppo chiamato Devilish e iniziarono ad esibirsi in numerosi club di Magdeburgo e dintorni, in Germania. Per loro stessa ammissione il nome del gruppo non aveva un vero e proprio significato ma aveva soltanto un bel suono.
Nel 2003 Bill Kaulitz partecipò al talent-show Star Search, dove arrivò secondo, e venne notato dal produttore Peter Hoffmann che iniziò a far fare strada al gruppo attraverso numerose esibizioni.
Nel 2004 i membri cambiarono nome al gruppo ribattezzandosi Tokio Hotel, nome che, secondo quanto da loro più volte affermato, coniuga il nome della capitale giapponese Tokyo, scelta perché città dinamica ed in espansione, con il termine Hotel, riferimento del fatto che l'attività professionistica li costringa passare gran parte del loro tempo appunto negli hotel. Quello stesso anno, il gruppo iniziò a lavorare con un gruppo di produttori di Amburgo: il già citato Peter Hoffmann, Pat Benzner, Dave Roth e David Jost, che contribuirono a rendere il loro approccio alla musica più professionale.
Hoffmann presentò il gruppo a numerose case discografiche; fu la Sony Music a mettere i Tokio Hotel sotto contratto. Prima dell'uscita della loro prima hit, Durch den Monsun, i Tokio Hotel ottennero un contratto con la Universal Music.

### Schrei(2005-2006)

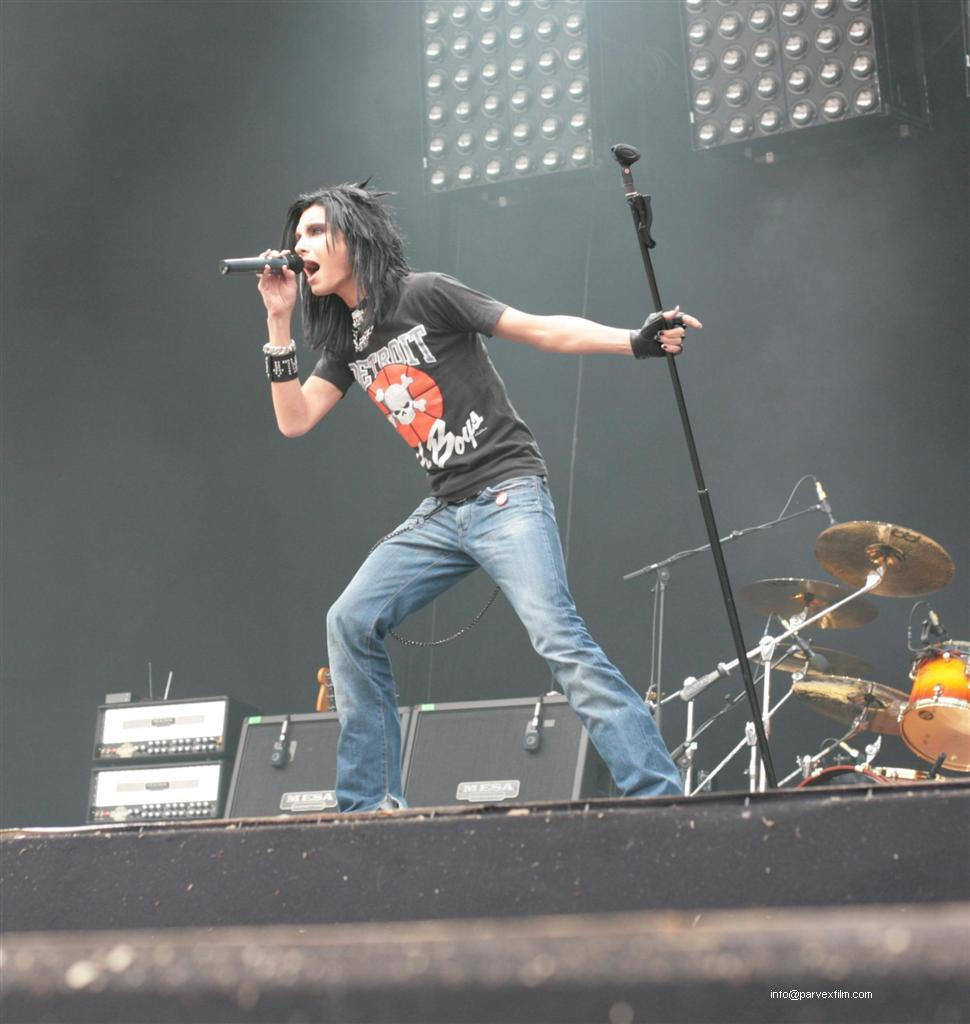
Bill Kaulitz a Hessisch Lichtenau

I Tokio Hotel si fecero conoscere nell'estate del 2005 quando il 15 agosto pubblicano il loro singolo di debutto dal nome Durch den Monsun, pubblicato inizialmente solo in Germania, Polonia, Austria e Repubblica Ceca. Il singolo debutta al 15º posto della classifica dei singoli più venduti, ma riesce ad ottenere la prima posizione dopo soli 7 giorni. Nel settembre dello stesso anno esce l'album di debutto della band dal nome Schrei. Successivamente viene estratto il secondo singolo, la title track Schrei, che bissò il successo del primo singolo. Il successo è tale da portare i Tokio Hotel alla produzione di un DVD dal titolo Leb' die Sekunde - Behind the Scenes che mostra la loro vita nello studio di registrazione, le prime esibizioni live e la vittoria ai Comet Awards del 2005.
I quattro giovani intanto non perdono tempo e l'anno seguente esce la riedizione dell'album che prende il nome di Schrei- so laut du kannst. Per questa riedizione vennero re-incisi Schrei e il terzo e quarto singolo, rispettivamente Rette Mich, che raggiunge la prima posizione della classifica dei singoli tedesca, e Der Letzte Tag, e aggiunte tre bonus track Schwarz, Beichte e Thema Nr. 1 (demo del 2003); il disco fu seguito dalla pubblicazione di un secondo DVD, Schrei Live, che comprende un documentario del backstage del primo tour, lo Schrei Tour (2006), e la tappa dal vivo a Oberhausen.

### Zimmer 483(2007)
Nel frattempo il gruppo cominciò a lavorare ad un secondo album che uscì il 23 febbraio 2007 e portante il nome di Zimmer 483. L'uscita dell'album è anticipata dal singolo apripista Übers Ende der Welt. Anche quest'album fu pubblicato solo per il mercato di Germania, Polonia, Austria e Repubblica Ceca. Il successo fu enorme quanto inaspettato e l'album vendette oltre 3 milioni di copie nella sola Germania. Il secondo singolo ad essere estratto fu Spring nicht inciso in tre versioni diverse.

### Scream/Room 483(2007-2008)

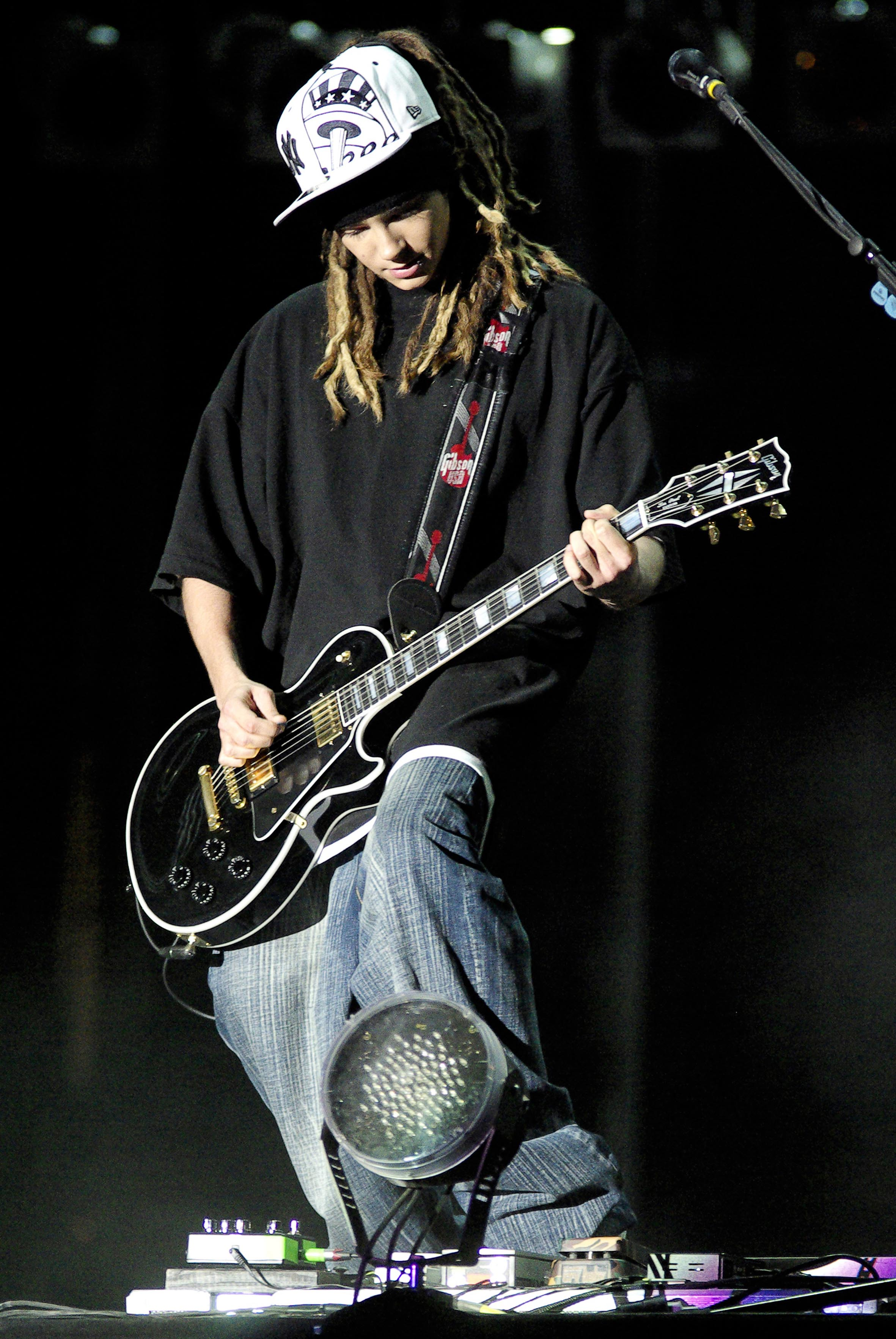
Tom Kaulitz

Nel 2007 la Universal offre ai Tokio Hotel di incidere un album completamente in lingua inglese per permettere alla band di debuttare in tutta Europa.
Il 18 maggio 2007 viene pubblicato in tutto il continente il singolo di debutto internazionale Monsoon, versione inglese della hit tedesca Durch den Monsun, che riscuote un successo inaspettato raggiungendo la 1ª posizione delle classifiche di tutta Europa. Il 1º giugno 2007 in Italia e il 4 giugno nel resto d'Europa viene pubblicato l'album di debutto internazionale della band intitolato Scream contenente le loro migliori canzoni degli album Schrei e Zimmer 483, ma incise in lingua inglese; in Germania l'album venne pubblicato con il nome Room 483. L'album riscuote successo in tutta Europa e in Italia raggiunge la 2ª posizione della Hitlist Italia. Nel settembre 2007 venne pubblicato il secondo singolo intitolato Ready, Set, Go!, versione inglese della hit tedesca Übers Ende der Welt che bisserà il successo del singolo precedente. Il terzo singolo estratto fu la pluripremiata By Your Side, pubblicata il 16 novembre 2007 (contemporaneamente viene estratta An Deiner Seite (Ich Bin Da) da Zimmer 483) che otterrà il medesimo successo dei due singoli precedenti.
Grazie al successo ottenuto viene loro offerta la possibilità di registrare una cover di Instant Karma!, canzone di John Lennon, che viene inclusa nella compilation promossa da Amnesty International, Instant Karma: The Amnesty International Campaign to Save Darfur, i cui ricavati sono stati spesi a scopo benefico per sensibilizzare l'opinione pubblica riguardo alla crisi in Darfur.
Il 30 ottobre 2007 si sono esibiti per la prima volta in Italia al Mediolanum Forum di Assago per l'unica data italiana del loro tour che ha registrato il tutto esaurito. Per l'inizio del 2008 venne previsto un nuovo tour, il 1000 Hotels Tour, ma a causa di una cisti alle corde vocali del frontman Bill Kaulitz il tour fu annullato (eccezione per le ultime 6 tappe). Bill ha subito un intervento chirurgico molto delicato che lo ha tenuto lontano dalla scena musicale con il suo gruppo per più di un mese. L'intero tour fu recuperato durante l'estate con il 1000 Hotels Tour - Open Air, che ha toccato l'Italia per due date, il 6 luglio 2008 all'ippodromo Capannelle a Roma e l'11 luglio al parco Novi Sad a Modena.
Visto il successo, la band è sbarcata anche negli Stati Uniti: nel dicembre 2007 è stato pubblicato il singolo in edizione limitata Scream America e durante il mese di febbraio 2008 i ragazzi hanno suonato a New York e a Los Angeles, facendo tappa anche in Canada a Montréal e Toronto. Alla fine di aprile, visto il successo del primo viaggio, hanno fatto tappa per un mese negli Stati Uniti dove hanno tenuto una serie di concerti. La stessa cosa successe in agosto del 2008 quando i quattro ragazzi decisero di ritornare negli Usa e in Canada per ripetere il successo del tour precedente. Aggiunsero delle tappe anche in Messico e Cile.

### I problemi legali eHumanoid(2009-2010)
Il 2009 ha visto il gruppo coinvolto in diversi problemi legali: un'aggressione da parte di quattro stalker francesi e una rissa in un locale che non ha avuto un lieto fine per il batterista Gustav Schäfer. Le quattro stalker si fanno chiamare Les Afganes on tour e hanno seguito ossessivamente i gemelli per sei mesi. Il 15 aprile 2009 Tom Kaulitz si trovava in una stazione di servizio di Amburgo nella sua Audi e, stanco delle provocazioni, colpì una di loro (la ventunenne Perrine D.) dopo che questa aveva spento una sigaretta sul finestrino della sua macchina. Il tutto fu ripreso da una videocamera di sicurezza e Tom fu denunciato e poi multato di 1000 €. Nei confronti di Perrine fu invece emessa un'ordinanza restrittiva che le ingiungeva di rimanere ad almeno un chilometro di distanza dai due gemelli, pena una multa di 25000 €.

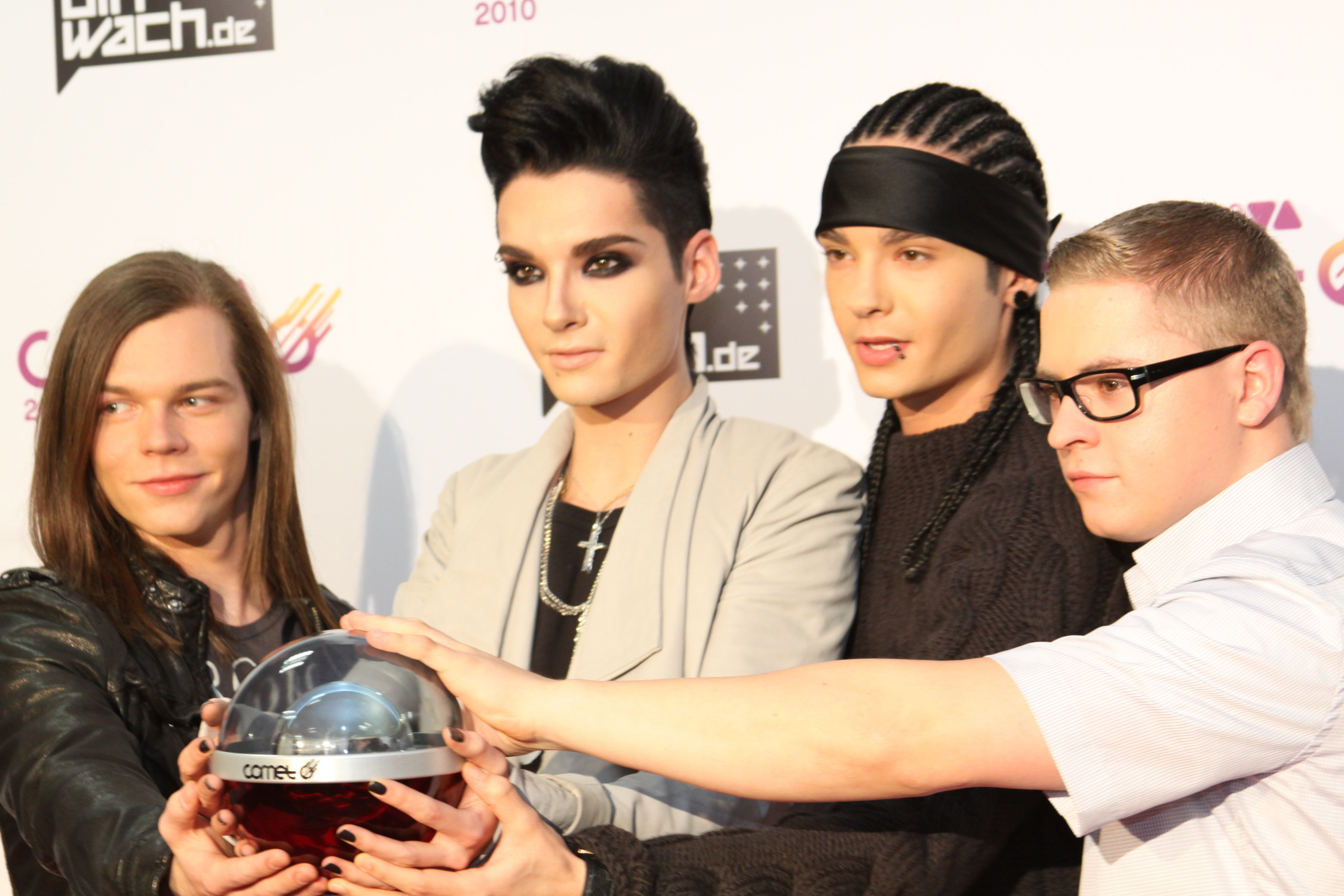
I Tokio Hotel ai Comet Awards 2010

Per quanto riguarda invece il batterista, nella notte del 20 luglio 2009, di fronte alla discoteca The Club di Magdeburgo l'allora ventinovenne Nexhat T. ha colpito violentemente Schäfer sulla fronte e sulla testa con due bottiglie di birra, procurandogli ferite che hanno richiesto 36 punti di sutura. L'uomo, sotto l'effetto dell'alcol, fu poi multato di 500 € e successivamente scrisse una lettera di scuse al batterista.
Tom Kaulitz annunciò sul suo blog il nome del nuovo album, Humanoid, che fu pubblicato sia in inglese che in tedesco il 2 ottobre 2009.
Il singolo di lancio scelto fu Automatic (Automatisch in versione tedesca), che uscì il 18 settembre 2009.
Per l'album furono scelte 12 (più altre 4 nella versione deluxe dell'album) delle 25 tracce scritte dalla band. Poche settimane dopo l'uscita di Humanoid vennero annunciate le date del Welcome to Humanoid City Tour, che comprese anche quattro esibizioni in Italia: Torino, Padova, Milano e Roma.
Il secondo singolo estratto fu World Behind My Wall (Lass Uns Laufen in versione tedesca), presentato in anteprima agli MTV EMA 2009 e pubblicato il 22 gennaio 2010 in tutto il mondo.
Nel luglio 2010 è uscito il DVD Humanoid City Live registrato durante la tappa del 12 aprile 2010 a Milano. Il DVD in Italia è uscito in anteprima il 16 luglio 2010 in un negozio di Catania, in occasione della prima visita in sud Italia dei gemelli Kaulitz, ospiti dell'ultima tappa di TRL On The Road. Lo stesso giorno venne presentato il video del terzo singolo estratto da Humanoid, Darkside of the Sun (Il lato oscuro del Sole), che raccoglie i momenti migliori della tappa milanese.

### Best ofe la collaborazione con Kerli (2010)
Il 22 novembre 2010 il nuovo brano Hurricanes and Suns viene pubblicato come singolo di lancio della raccolta Tokio Hotel: Best of contenente tutti i loro maggiori successi. L'album, dal 14 dicembre fu messo in commercio in tre versioni: English Version, German Version e Deluxe Limited Edition. È inclusa anche una traccia registrata dal gruppo nel 2003, mai pubblicata prima, dal titolo Mädchen aus dem All.
Lo stesso anno la band incide il brano Strange, in collaborazione con Kerli, per la colonna sonora del film Alice in wonderland. Il brano, insieme a quelli di altri artisti, è incluso nell'album Almost Alice la cui particolarità è quella di essere formato da brani che si ispirano al film ma che non sono stati inseriti in esso (ad eccezione di Alice di Avril Lavigne).

### Preparazione del nuovo album,If I Die Tomorrow, DSDSeI am(2011-2013)
Successivamente la band annunciò che si sarebbe presa un periodo di pausa. I gemelli Kaulitz si trasferirono a Los Angeles nel settembre 2010 mentre Gustav e Georg sono rimasti in Germania. Nel 2011 la band annunciò che aveva iniziato a lavorare a un nuovo album. Intanto il 22 dicembre 2011 viene lanciata un'applicazione, la BTK Twins App (disponibile per dispositivi Apple e dispositivi con sistema Android) grazie alla quale i gemelli condividono e scambiano stati, pensieri, novità, foto e video con i propri fan; nello stesso periodo viene lanciata la Tokio Hotel VipCall, un'applicazione che permette di ricevere sul proprio cellulare messaggi vocali direttamente dai Tokio Hotel. Il 22 maggio 2012 viene pubblicata una collaborazione di Bill Kaulitz con il gruppo elettropop californiano Far East Movement: If I Die Tomorrow. Nel settembre 2012 i Kaulitz furono scelti per far parte della giuria di Deutschland sucht den Superstar (programma del canale televisivo tedesco RTL) ovvero la versione tedesca di American Idol, in onda da gennaio a maggio 2013.
Il 16 dicembre 2013 attraverso il profilo Facebook il gruppo annuncia di aver collaborato con Wyclef Jean e David Correy in I am, canzone scritta per supportare la NFL Characters Unite nel suo impegno per combattere i pregiudizi, il bullismo e qualsiasi tipo di discriminazione. La canzone è stata prodotta da Rock Mafia, un gruppo di produttori che nel suo curriculum vanta artisti come Wyclef, Mariah Carey, Green Day e No Doubt.

### Kings of Suburbia(2014-2015)
Il 9 aprile 2014 viene pubblicata un breve video-anteprima dei nuovi episodi della Tokio Hotel Tv con in sottofondo la base di una nuova canzone.
Il 6 agosto 2014 viene annunciato attraverso il profilo Twitter della band l'inizio di una nuova stagione della Tokio Hotel TV che ricomincia il 13 agosto. Due giorni dopo, il 15 agosto (in concomitanza con il nono anniversario di Durch Den Monsun), la band annuncia di aver inviato l'album alla casa discografica.
Il 12 settembre viene rivelato il titolo del nuovo album, Kings of Suburbia, mentre il giorno seguente Bill Kaulitz attraverso Instragram pubblica la cover. Dal 12 settembre per 3 settimane vengono pubblicate su iTunes in anteprima 3 tracce del nuovo album e i rispettivi video su YouTube. La prima traccia pubblicata è Run, Run, Run.. La settimana seguente, il 19 settembre, viene pubblicata Girl Got a Gun.. Infine, il 26 settembre, viene pubblicata Love Who Loves You Back, primo singolo ufficiale dell'album. Il 27 marzo 2015 viene pubblicata Feel It All.

### Dream Machine(2016-2017)
Durante un'intervista data nel maggio 2016, Bill Kaulitz ha annunciato che ci sarebbe stato un nuovo album (intitolato Dream Machine) e un nuovo tour mondiale (Dream Machine Tour) nel 2017. Alla fine di dicembre 2016, la band ha pubblicato le prime due canzoni dell'album su YouTube: la prima, intitolata "Something New", è stata pubblicata il 23 dicembre, mentre la seconda, intitolata "What If", il 29 dicembre.
Il 2 gennaio 2017, la band annunciò tramite la propria pagina Facebook l'uscita di Dream Machine, pubblicato il 3 marzo dello stesso anno con l'etichetta Starwatch Entertainment.

### Melancholic Paradisee il nuovo tour (2018-2019)
Il 29 ottobre 2018, la band ha annunciato attraverso la pagina Facebook che nel 2019 intraprenderà un nuovo tour dal titolo Melancholic Paradise.
Il singolo, dal medesimo titolo, viene pubblicato nel febbraio dello stesso anno.
A distanza di due mesi, ad aprile, viene seguito a ruota da When It Rains It Pours, una ballata malinconica dai toni Blues accompagnati da un breve accenno del rock degli esordi.
Qualche settimana più tardi, la band inizia il tour, partito il 26 aprile da Manchester e terminato il 20 giugno a Mosca e durante il quale sono state eseguite due canzoni inedite, Chateau e Berlin, entrambe uscite successivamente come singoli, ripetitivamente il 14 novembre e il 10 dicembre 2019 e quest'ultima in collaborazione con la cantante VVAVES.
A ottobre 2019, Bill Kaulitz ha annunciato tramite il suo account Instagram il termine delle registrazioni del nuovo album e l'uscita dello stesso per il 2020. Inoltre ha comunicato l'aggiunta delle tappe in Nord America e in America Latina per il Melancholic Paradise Tour.
Successivamente il tour verrà annullato a soltanto tre tappe dall'inizio a causa della pandemia di COVID-19 del 2019-2021.

### Svariati singoli, le collaborazioni con i Vize e2001(2020-2022)
Nel 2020, durante una live chat su Spotify, la band ha confermato l'uscita delle nuove versioni di Durch den Monsun e di Monsoon per l'autunno, in vista del quindicennio dal singolo di debutto. Il 1º settembre, tramite la loro pagina instagram, i Tokio Hotel hanno rivelato di aver firmato un nuovo contratto con la Sony Music Germany e la Epic Records Germany. Il gruppo ha inoltre confermato un nuovo tour - il Beyond The World Tour - inizialmente previsto per il 2021, ma successivamente posticipato al 2022.
Nel gennaio del 2021 uscì negli store digitali il singolo White Lies scritto ed eseguito insieme al duo tedesco Vize.
Nel maggio dello stesso anno, le due band collaborano nuovamente realizzando una cover del brano Behind Blue Eyes dei The Who del 1971, in chiave elettronica. Nello stesso periodo, nonostante le premesse fossero eccellenti, il Beyond The World Tour viene posticipato più volte a causa delle sempre più numerose disposizioni per contrastare la pandemia di COVID-19 ed è tuttora previsto per il 2023.
Nel mese di ottobre viene  pubblicato il singolo Here Comes The Night e a dicembre ne viene annunciato un altro, Bad Love, che però verrà pubblicato un mese dopo, a gennaio 2022. Nel mese di aprile 2022, invece, la band carica a sorpresa sul proprio canale YouTube il video musicale del nuovo singolo HIM.
Il 26 maggio 2022 viene annunciato e pubblicato un ulteriore singolo, dal titolo When We Were Younger che ripercorre nel testo i vent'anni di carriera della band e le sensazioni provate durante il loro percorso. Il lyric video della canzone verrà più volte ricaricato con il testo tradotto in francese, in italiano e in spagnolo, mentre il relativo videoclip uscirà a luglio.
Nello stesso mese viene annunciato il nuovo album dei Tokio Hotel, il settimo della loro carriera, intitolato 2001, che conterrà molti fra i singoli pubblicati nei mesi precedenti e la cui uscita è avvenuta il 18 novembre 2022.

### Nuovi progetti (2023-in corso)
Il 7 novembre 2023 il gruppo ha pubblicato il brano Your Christmas insieme a un video 'dietro le quinte' sul proprio canale YouTube. Sempre nel 2023 i due gemelli Kaulitz hanno preso parte come duo coach alla tredicesima stagione di The Voice of Germany.
Il 10 maggio 2024 il gruppo ha pubblicato il nuovo singolo The Weekend. Il mese successivo è stata resa nota la pubblicazione della serie Kaulitz & Kaulitz, in esclusiva per Netflix, che ripercorre la vita dei due gemelli e le tappe della propria carriera come band. La serie ha anticipato la nuova canzone Home, uscita come singolo il 28 giugno.
Il 6 settembre 2024 è uscito l'album A Whole New Sound prodotto da Walt Disney Records, al cui interno è presente la cover pop-punk del brano Colors of the Wind (tratto dal film Pocahontas) registrata dai Tokio Hotel. Il singolo e il video musicale sono stati pubblicati ufficialmente il 4 ottobre 2024.
Nel 2025 il gruppo è tornato con i singoli Hands Up, pubblicato a marzo, e How to Love, pubblicato a giugno.

## Formazione
- Bill Kaulitz – voce (2001-presente)
- Tom Kaulitz – chitarra, cori, pianoforte, tastiera (2001-presente)
- Georg Listing – basso, cori, pianoforte, tastiera (2001-presente)
- Gustav Schäfer – batteria, cori (2001-presente)

## Discografia

### Album in studio
- 2005 – Schrei
- 2007 – Zimmer 483
- 2007 – Scream
- 2009 – Humanoid
- 2014 – Kings of Suburbia
- 2017 – Dream Machine
- 2022 – 2001

### Raccolte
- 2008 – New Collection
- 2010 – Best Of
- 2011 – Darkside of the Sun

## Tournée
- 2005/06 – Schrei Tour
- 2006 – Open Air
- 2007 – Zimmer 483 Tour
- 2008 – 1000 Hotels Tour
- 2008 – American Tour
- 2010 – Welcome to Humanoid City Tour
- 2010 – Latin America Tour
- 2015 – Feel It All World Tour
- 2017 – Dream Machine Tour
- 2019 – Melancholic Paradise Tour
- 2023 – Beyond the World Tour
- 2025 – The Tour

## Premi e riconoscimenti
2005
| Categoria             | Premio                   | Data        |
| --------------------- | ------------------------ | ----------- |
| Best Newcomer         | Comet Awards (Germania)  | 6 ottobre   |
| Super Comet           | Comet Awards (Germania)  | 6 ottobre   |
| Best Newcomer         | Eins Live Krone          | 24 novembre |
| Best Pop National Act | Bambi Awards             | 1º dicembre |
| Best Single           | Golden Penguin (Austria) | ..2005      |
| Best Pop              | Golden Penguin (Austria) | ..2005      |
| Rock Band 2005        | Golden Penguin (Austria) | ..2005      |

2006
| Categoria                           | Premio                                | Data         |
| ----------------------------------- | ------------------------------------- | ------------ |
| Album of the year                   | Golden Penguin (Austria)              | 8 febbraio   |
| Band of the year                    | Golden Penguin (Austria)              | 8 febbraio   |
| Song of the year – ‘Der Letzte Tag’ | Golden Penguin (Austria)              | 8 febbraio   |
| Best Newcomer                       | Golden Penguin (Austria)              | 8 febbraio   |
| Ausverkaufte Tourhalle              | Sold-out-Award of Königpilsener Arena | 11 marzo     |
| Best Newcomer                       | ECHO Awards (Germania)                | 12 marzo     |
| Best Newcomer                       | Steiger Awards                        | 25 marzo     |
| Pop National                        | Radio Regenbogen (Germania)           | 31 marzo     |
| SuperBand Rock – Golden Otto        | Bravo Otto                            | 6 maggio     |
| Music Award                         | Bild OSGAR                            | 22 maggio    |
| Best Newcomer International         | Popcorn Awards (Ungheria)             | 26 maggio    |
| Best Newcomer                       | Bravo Otto (Ungheria)                 | 24 giugno    |
| Best International Band             | Bravo Otto (Ungheria)                 | 24 giugno    |
| Best Newcomer Band                  | Popkomm Bavarian Music Lion           | 21 settembre |
| Best German Pop Band                | Goldene Stimmgabel                    | 24 settembre |
| Best Selling German Artist          | World Music Awards                    | 15 novembre  |
| Best Pop National Act               | Bambi Awards                          | 30 novembre  |
| Best Live Act                       | Eins Live Krone                       | 7 dicembre   |
| Best Rock band                      | MTV France                            |              |

2007
| Categoria                                | Premio                                   | Data         |
| ---------------------------------------- | ---------------------------------------- | ------------ |
| Single of the Year – Durch Den Monsun    | Golden Penguin                           |              |
| Best Selling German Act – Album Schrei   | European Border Breakers Award           | 21 gennaio   |
| European Border Breakers Award           | NRJ Awards                               | 21 gennaio   |
| Rock Award                               | BZ-Kulturpreis                           | 23 gennaio   |
| Best Video National                      | ECHO Awards (Germania)                   | 25 marzo     |
| SuperBand Rock – Golden otto             | Bravo Otto                               | 28 aprile    |
| Best Video                               | Comet Awards (Germania)                  | 3 maggio     |
| Best Band                                | Comet Awards (Germania)                  | 3 maggio     |
| Supercomet                               | Comet Awards (Germania)                  | 3 maggio     |
| Best Band                                | Jabra Music                              | 27 luglio    |
| Digital prize                            | Festivalbar (Italia)                     | 7 settembre  |
| Most Successful Group Rock International | Goldene Stimmgabel                       | 22 settembre |
| Most Successful Popgroup International   | Goldene Stimmgabel Awards                | 3 ottobre    |
| Best Album                               | TMF Awards (Belgio)                      | 14 ottobre   |
| Best Video                               | TMF Awards (Belgio)                      | 14 ottobre   |
| Best New Artist                          | TMF Awards (Belgio)                      | 14 ottobre   |
| Best Pop                                 | TMF Awards (Belgio)                      | 14 ottobre   |
| Best International Act                   | MTV Europe Music Awards (Germania)       | 1º novembre  |
| Best band of the Year                    | MTV Italy Nickelodeon Kids' Choice Award | 1º dicembre  |

2008
| Categoria                                     | Premio                                | Data        |
| --------------------------------------------- | ------------------------------------- | ----------- |
| Band of the Year 2007                         | Golden Penguin (Austria)              | Gennaio     |
| Best International Band                       | Rockbjörnen Award (Svezia)            | 24 gennaio  |
| Best Music National                           | Goldene Kamera (Germania)             | 6 febbraio  |
| Best Music Video                              | Echo Awards (Germania)                | 15 febbraio |
| Best International Artist                     | Emma Gala Awards (Finlandia)          | 8 marzo     |
| Best International Group                      | Disney Channel Kids Award (Italia)    | 28 marzo    |
| Best Concert                                  | Hitkrant (Paesi Bassi)                | 28 maggio   |
| Best Mood Song – Monsoon                      | Hitkrant (Paesi Bassi)                | 28 maggio   |
| Song that Satys in your Head – Monsoon        | Hitkrant (Paesi Bassi)                | 28 maggio   |
| Superband Rock – Silver Otto                  | Bravo Otto                            | 3 maggio    |
| Best Band                                     | MTV TRL Awards (Italia)               | 17 maggio   |
| Best Number 1 of the Year with Monsoon        | MTV TRL Awards (Italia)               | 17 maggio   |
| Best Band                                     | Comet Awards (Germania)               | 23 maggio   |
| Best Video – An Deiner Seite                  | Comet Awards (Germania)               | 23 maggio   |
| Best Live Act                                 | Comet Awards (Germania)               | 23 maggio   |
| Super Comet                                   | Comet Awards (Germania)               | 23 maggio   |
| Best New Artist                               | MTV VMA Music Awards (USA)            | 7 settembre |
| Fan Choice Best Entrance                      | MTV VMA Music Awards (USA)            | 7 settembre |
| Best Male Artist International (Bill Kaulitz) | TMF Awards (Belgio)                   | 11 ottobre  |
| Best Video International – Don't Jump         | TMF Awards (Belgio)                   | 11 ottobre  |
| Song of the Year                              | MTV Latin America Awards (Messico)    | 16 ottobre  |
| Best Fanclub-Venezuela                        | MTV Latin America Awards (Messico)    | 16 ottobre  |
| Best New Artist-International                 | MTV Latin America Awards (Messico)    | 16 ottobre  |
| Best Ringtone                                 | MTV Latin America Awards (Messico)    | 16 ottobre  |
| Headliner                                     | MTV Europe Music Awards (Inghilterra) | 6 novembre  |
| Best Selling DVD: ZImmer 483 – Live in Europe | Rekord (Russia)                       | 2 dicembre  |

2009
| Categoria                    | Premio                             | Data         |
| ---------------------------- | ---------------------------------- | ------------ |
| SuperBand – Golden Otto      | Bravo Otto (Germania)              | 12 maggio    |
| Best TRL Artist of the Year  | MTV TRL Awards (Italia)            | 16 maggio    |
| Best Online Star             | Comet Awards (Germania)            | 29 maggio    |
| Export Hit of Germany        | Bavarian Music Lion                | 17 settembre |
| International Award (2009)   | Audi Generation Award (Germania)   | 18 ottobre   |
| Best Rock Video(2009)        | Music New Video Music Award        | 29 settembre |
| Best Group                   | MTV Europe Music Awards (Germania) | 5 novembre   |
| Best International Rock Band | Telehit Awards (Messico)           | 12 novembre  |

2010
| Categoria                                       | Premio                             | Data          |
| ----------------------------------------------- | ---------------------------------- | ------------- |
| Band of the Year                                | Golden Penguin (Austria)           | 29 gennaio    |
| Album of the Year                               | Golden Penguin (Austria)           | 29 gennaio    |
| Band of the Year                                | Bravoora Awards (Polonia)          | 1º febbraio   |
| Best International Artist                       | Emma Gala Awards (Finlandia)       | 4 febbraio    |
| Walk of Fame                                    | König-Pilsener Arena (Germania)    | 26 febbraio   |
| Best International Band                         | Radio Regenbogen Awards (Germania) | 19 marzo      |
| Favorite Music Star                             | Kids Choice Awards 2010 (Germania) | 10 aprile     |
| Best Live Act                                   | Comet Awards (Germania)            | 21 maggio     |
| Foreign Song of the Year – World Behind My Wall | Rockbjörnen Award (Svezia)         | 1º settembre  |
| Concert of the Year                             | Rockbjörnen Award (Svezia)         | 1º settembre  |
| Best World Stage Performance                    | MTV Europe Music Awards (Spagna)   | 7 novembre    |
| Best Group Video                                | Music New Video Music Award        | dicembre 2010 |
| Best Band National                              | CMA Awards (Germania)              | 12 dicembre   |
| Best Single National – World Behind My Wall     | CMA Awards (Germania)              | 12 dicembre   |

2011
| Categoria                    | Premio                        | Data       |
| ---------------------------- | ----------------------------- | ---------- |
| Band of the Year             | Bravoora Awards (Polonia)     | Marzo      |
| Star of the 20th Anniversary | Bravoora Awards (Polonia)     | Marzo      |
| Best Fan Army (Fan Army FTW) | MTV O Music Awards (USA)      | 28 aprile  |
| Best Rock Video              | MTV Video Music Awards Japan  | 2 luglio   |
| Best Fan Club: Aliens        | 2Musica Awards                | 17 agosto  |
| Fashion Icon: Bill Kaulitz   | 2Musica Awards                | 17 agosto  |
| Best Videography             | 2Musica Awards                | 17 agosto  |
| Best Artist In A Versus      | 2Musica Awards                | 17 agosto  |
| Best Rock Artist             | 2Musica Awards                | 17 agosto  |
| Best Fan Army (Fan Army FTW) | MTV O Music Awards (USA)      | 31 ottobre |
| Best Peta2 Ad                | Peta2 6th Annual Libby Awards | Dicembre   |

2012
| Categoria                        | Premio                             | Data      |
| -------------------------------- | ---------------------------------- | --------- |
| Super-Band Rock- Bronze Otto     | BRAVO OTTO (Germania)              | 21 marzo  |
| Mister Winter 2012: Bill Kaulitz | Star Planete Awards 2012 (Francia) | 25 marzo  |
| Musical March Madness Champions  | MTV Musical March Madness 2012     | 5 aprile  |
| Hottest Rocker Boys              | Q102's Online Competitions         | 27 maggio |
| Best Fan Club: Aliens            | 2Musica Awards                     | 25 giugno |
| Best Artist In A Versus          | 2Musica Awards                     | 25 giugno |
| Best Fan Army (Fan Army FTW)     | MTV O Music Awards (USA)           | 28 giugno |
| Battle Of The Boy Bands          | MTV Latin America Awards (Messico) | 16 agosto |

2013
| Categoria                    | Premio                   | Data        |
| ---------------------------- | ------------------------ | ----------- |
| Best Fan Army (Fan Army FTW) | MTV O Music Awards (USA) | 19 giugno   |
| Biggest Fans                 | MTV Europen Music Award  | 10 novembre |

2014
| Categoria                                  | Premio                        | Data        |
| ------------------------------------------ | ----------------------------- | ----------- |
| Album Of The Year: Kings of Suburbia       | Music Daily Awards (Ungheria) | 28 dicembre |
| Video Of The Year: Love Who Loves You Back | Music Daily Awards (Ungheria) | 28 dicembre |
| Band Of The Year                           | Music Daily Awards (Ungheria) | 28 dicembre |
| Best Fan Club: Aliens                      | Music Daily Awards (Ungheria) | 28 dicembre |
| Best International Band                    | Love Radio Awards (Russia)    | 29 dicembre |
| OMG Of The Year - Tokio Hotel's comeback   | Love Radio Awards (Russia)    | 29 dicembre |

2015
| Categoria                                  | Premio                         | Data      |
| ------------------------------------------ | ------------------------------ | --------- |
| Video of the year: Love who loves you back | MTV Award (Spagna)             | 9 gennaio |
| Musical March Madness Champions            | MTV Musical March Madness 2015 | 3 aprile  |
| Best Artist From The World                 | MTV Awards 2015 (Italia)       | 14 giugno |

2018
| Categoria                                         | Premio                    | Data      |
| ------------------------------------------------- | ------------------------- | --------- |
| Best Cinematography: "Boy Don't Cry" (nomination) | Berlin Music Video Awards | 28 maggio |